# Kemukus (Ketapang)
Kemukus is een bestuurslaag in het regentschap Lampung Selatan van de provincie Lampung, Indonesië. Kemukus telt 1755 inwoners (volkstelling 2010).